# 六塘乡 (石柱县)
六塘乡，是中华人民共和国重庆市石柱土家族自治县下辖的一个乡镇级行政单位。

## 行政区划
六塘乡下辖以下地区：
三坪村、平桥村、六塘村、黄腊村、大塘村、龙池村、高龙村、三汇村、回龙村和漆辽村。